# Lac proglaciaire
Ne doit pas être confondu avec Lac glaciaire, Lac périglaciaire, Lac subglaciaire ou Lac supraglaciaire.

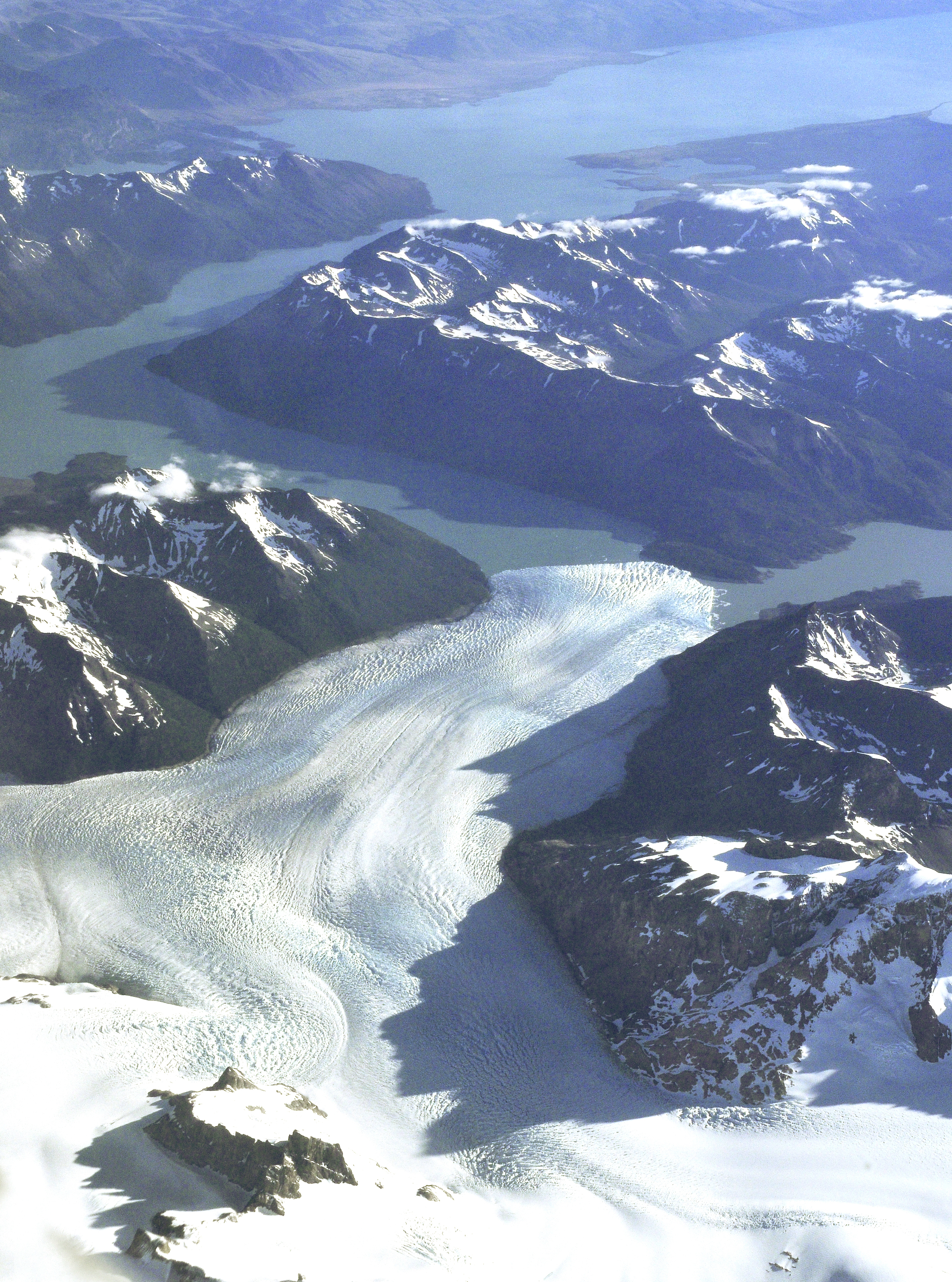
Vue aérienne du lac Argentino né de la fonte du champ de glace Sud de Patagonie en Argentine ; le glacier au premier plan est le Perito Moreno.

Un lac proglaciaire est une étendue d'eau résultant de la fonte d'un glacier.
Les lacs proglaciaires se forment en avant des glaciers, généralement à la suite du recul de ces derniers. 
Devant un glacier subsistant, le lac proglaciaire occupe la partie centrale de l'auge glaciaire, depuis le glacier en amont, jusqu'à une moraine frontale récemment abandonnée, à l'aval. Quand le paysage est déglacé depuis une très longue période, le lac proglaciaire occupe la partie de l'auge bornée entre deux anciennes moraines frontales.
À la fin de la dernière période glaciaire, il y a environ dix mille ans, de grands lacs proglaciaires étaient nombreux dans l'hémisphère nord tels le lac Agassiz, le lac glaciaire Missoula ou le lac Bonneville.
Le début du XXIe siècle voit la création de nombreux lacs proglaciaires dans les Alpes, ce qui est une conséquence du changement climatique qui provoque fonte et recul des glaciers.

## Risques potentiels
Certains lacs proglaciaires peuvent constituer des risques pour des installations ou vies humaines en aval ; une partie de ceux-ci eux fait l'objet d'une surveillance et certains connaissent des aménagements afin de les vidanger au moins en partie (ce qui est, par exemple, le cas pour le lac proglaciaire du glacier des Bossons, sur la commune française de Chamonix-Mont-Blanc, au début des années 2020).